# علم تغذیه

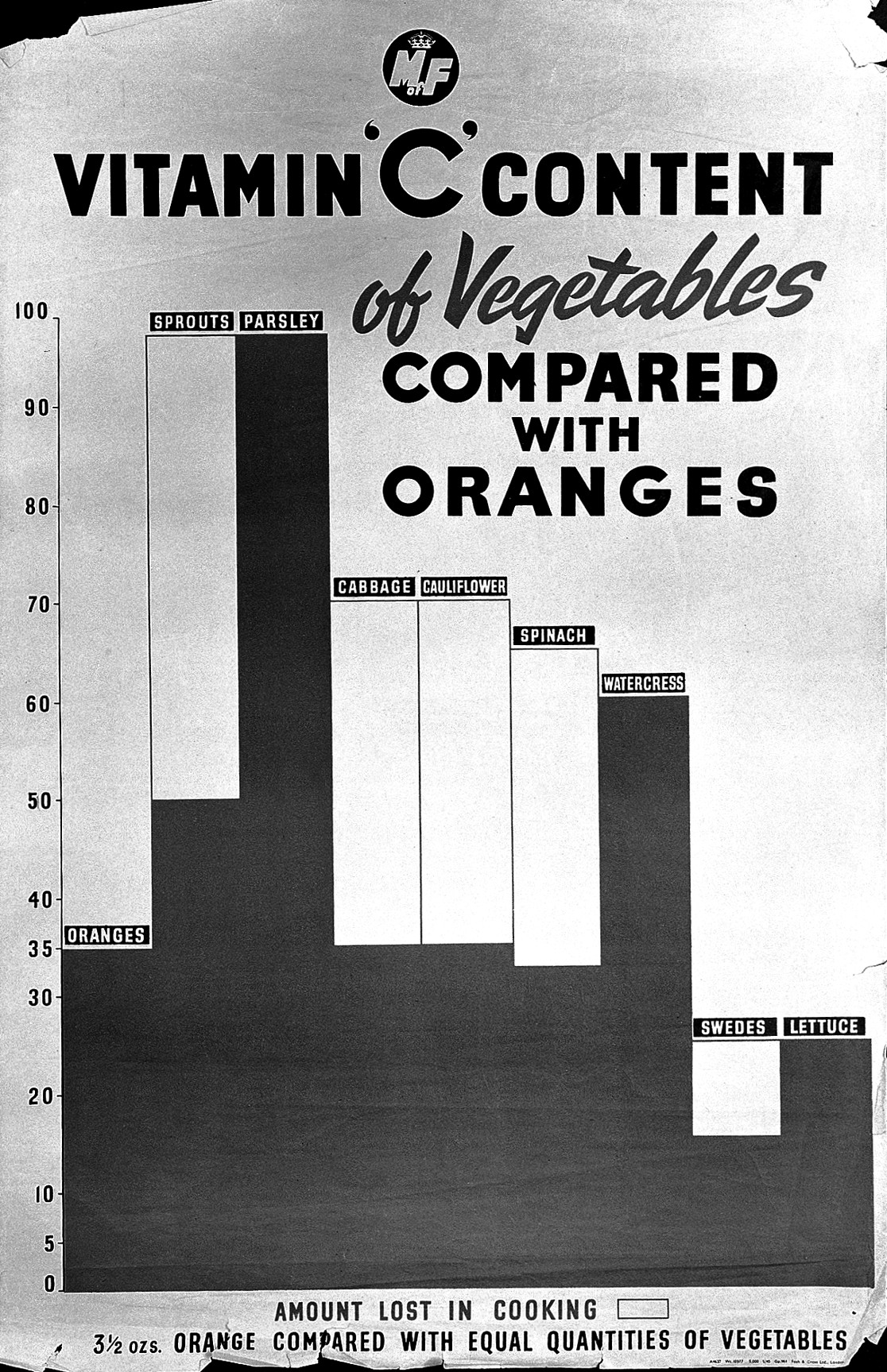
یک لیتوگرافی دهه ۱۹۴۰ که توسط وزارت غذا در بریتانیا تولید شد و غذاهای مختلف دارای ویتامین C را نشان داد.

علم تغذیه (به انگلیسی: Nutritional science) (همچنین به شکل Nutrition science و گاهی به‌طور کوتاه Nutrition، همچنین با عنوان نگاشته‌شدهٔ پروردشناسی trophology) علمی است که به مطالعه فرایند فیزیولوژیک تغذیه (در درجه اول تغذیه انسان)، تفسیر مواد مغذی و دیگر مواد موجود در غذا در رابطه با نگهداری، رشد، تولیدمثل، سلامتی و بیماری یک جاندار می‌پردازد.
از دهه ۱۹۵۰ تا ۱۹۷۰، تمرکز علم تغذیه بر چربی و قند رژیم غذایی بود. از دهه ۱۹۷۰ تا ۱۹۹۰، توجه به بیماری‌های مزمن مرتبط با رژیم غذایی و مکمل‌ها معطوف شد.
علم تغذیه اغلب با علوم غذایی (تغذیه و علوم غذایی) ترکیب می‌شود.